# Curtiss B-2 Condor
Il Curtiss B-2 Condor era un aeroplano da bombardamento, biplano e bimotore, prodotto alla fine degli anni venti del XX secolo dall'azienda aeronautica statunitense Curtiss Aeroplane and Motor Company.
Sviluppo del Curtiss-Martin NBS-1 e del successivo prototipo Curtiss XNBS-4, fu l'ultimo bombardiere prodotto dalla Curtiss per gli United States Army Air Corps presso i quali rimase in servizio tra il 1929 ed il 1936.

## Storia del progetto
Nei primi anni venti la Curtiss era stata coinvolta nel processo produttivo del bombardiere Martin MB-2 (NBS-1, secondo lo schema delle designazioni utilizzato all'epoca dallo United States Army Air Service), in quanto le fu affidato un contratto per la costruzione di cinquanta esemplari. Partendo da questa esperienza l'azienda di Buffalo sviluppò nel 1922 una propria variante, ordinata in due esemplari, che fu denominata NBS-4; l'aereo però rimase allo stato di prototipo in quanto troppo simile al suo progenitore.

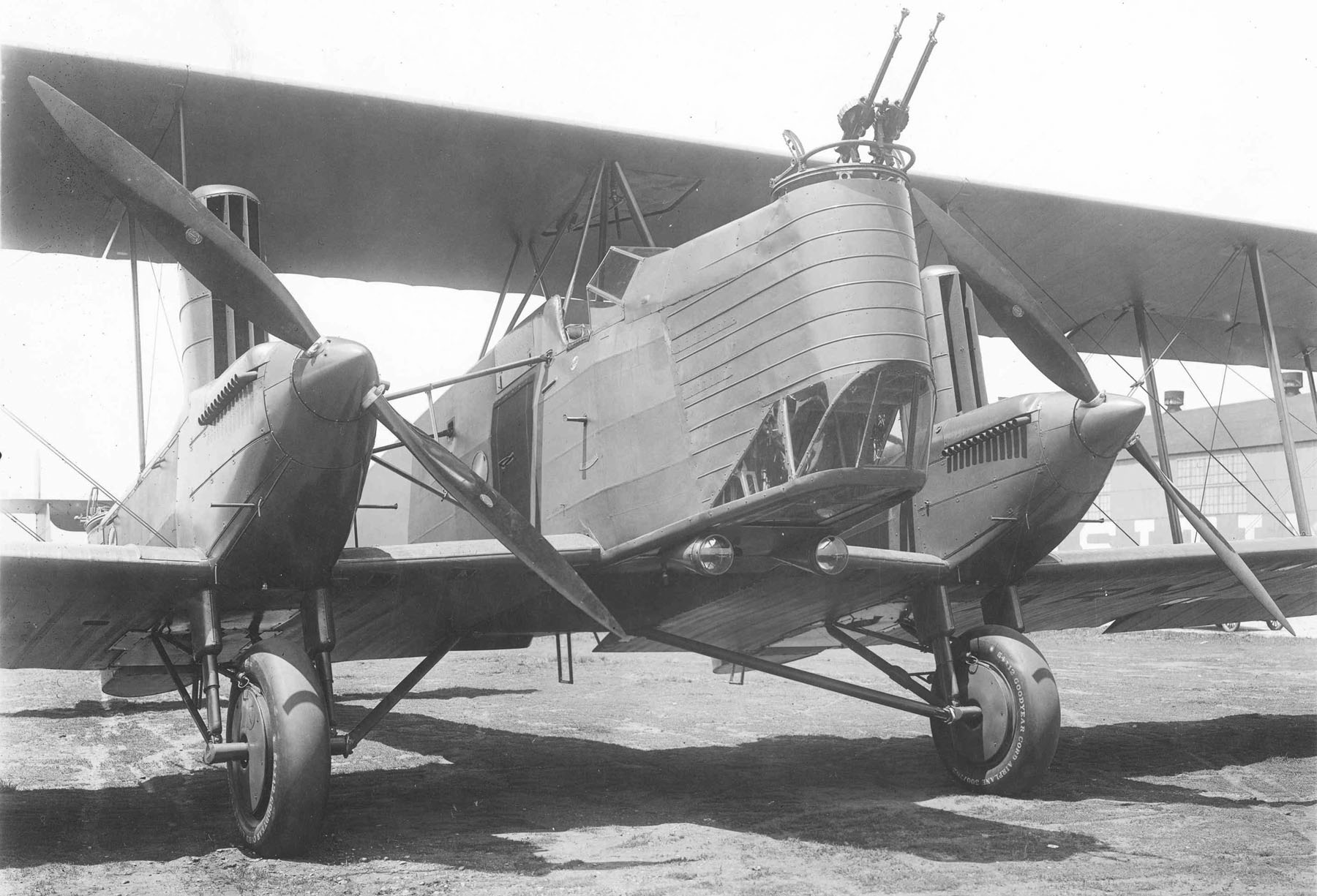
Un primo piano del prototipo Curtiss XB-2.

Il passo successivo nello sviluppo del progetto fu affidato a Charles Ward Hall, che in quegli anni aveva sviluppato in proprio l'impiego di materiali metallici nella costruzione di aeroplani. Furono quindi impiegati tubi d'acciaio saldati per la struttura della fusoliera e nelle ali fu introdotto l'uso di longheroni in acciaio e di centine in alluminio rivettate.
Un ulteriore considerevole cambiamento riguardò i motori: si passò dai Liberty L-12, risalenti agli anni della prima guerra mondiale, ai nuovi Curtiss Conqueror con un incremento della potenza complessivamente disponibile pari a circa 300 hp (223,7 kW).
Nato con la denominazione aziendale di Model 52, un primo esemplare del velivolo fu ordinato dalle autorità militari (con la denominazione XB-2) nel corso del 1926 e fu portato in volo per la prima volta nel luglio dell'anno successivo (anche se altri indicano che ciò sia avvenuto nel gennaio del 1929). Questo primo esemplare andò però perduto in un incidente di volo nel dicembre del 1927, dopo aver accumulato 59 ore di volo.
Tra la fine del 1927 e l'inizio del 1928 i neonati United States Army Air Corps emisero un bando per un nuovo aereo da bombardamento ed il progetto del B-2 si trovò in competizione con il Keystone XB-1, l'Atlantic-Fokker XLB-2, il Sikorsky S-37 ed il Keystone LB-6. La commissione giudicante non seppe prendere una decisione univoca in quanto il B-2 mise in luce le prestazioni migliori ma un singolo velivolo sarebbe costato il triplo rispetto a un solo LB-6. La scelta operata nel giugno del 1928 fu di ordinare trentacinque esemplari di Keystone LB-6 e due di Curtiss B-2, mentre l'anno successivo fu sottoscritto un contratto per la produzione di altri dieci B-2.
Il progetto del Model 52 fu anche sviluppato in un aereo di linea. L'USAAC diede il proprio benestare a questa variante nel corso del 1928 ed il Model 53 volò per la prima volta nel giugno del 1929. Capace di trasportare diciotto passeggeri, fu conosciuto anche con il nome di "Condor 18"; ne furono realizzati complessivamente sei esemplari.

## Tecnica

### Cellula

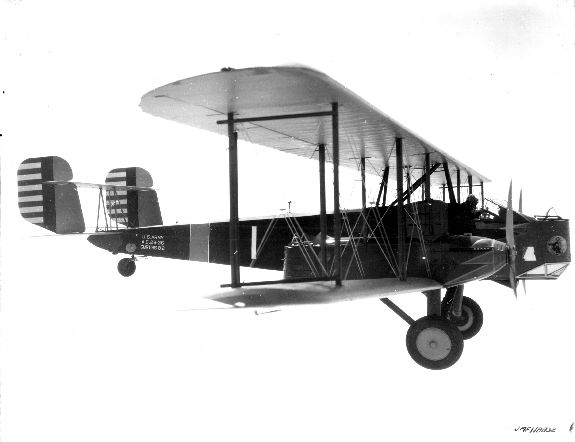
Veduta laterale di un B-2 Condor.

Il Curtiss B-2 si presentava come un grande biplano bimotore dalla struttura metallica. La fusoliera, di sezione rettangolare, ospitava all'estremità di prua una postazione, armata con una coppia di mitragliatrici montate su anello Scarff, dotata di una sottile vetratura nella parte inferiore; subito dietro a questa era disposta la cabina di pilotaggio aperta e riparata da un vistoso parabrezza, nella quale prendevano posto due piloti, affiancati.
I due piani alari erano anch'essi realizzati in struttura metallica e presentavano uguale apertura; erano tra loro collegati mediante tre coppie di montanti verticali con la coppia di montanti più interna parzialmente annegata nella gondola dei motori: questa, sporgente oltre i bordi del piano alare, presentava una forma imponente tanto che nella parte posteriore vi era alloggiata una postazione per un mitragliere, anche in questo caso equipaggiata con due armi vincolate ad un anello Scarff. La sezione centrale dell'ala superiore era collegata alla fusoliera mediante puntoni cabane.
L'impennaggio era di tipo biplano e aveva un doppio elemento verticale; era collocato al di sopra della fusoliera, nella parte estrema del cono posteriore.
Il carrello d'atterraggio era di tipo biciclo e fisso; le gambe di forza erano ancorate in tre punti all'intradosso alare e sostenevano una singola ruota; l'elemento più esterno (di minore lunghezza) era dotato di ammortizzatore).

### Motore
Abbandonando il classico, e ormai superato, motore Liberty L-12 la Curtiss optò di equipaggiare il Model 52 con un propulsore di propria produzione e di recente realizzazione, il V-1570 noto con il nome commerciale di Conqueror (Conquistatore). Questo era un motore dodici cilindri, a V di 60°, raffreddato a liquido; la versione utilizzata era dotata di riduttore e ciascun motore forniva la potenza di 600 hp (447 kW). Le eliche montate sul prototipo erano bipala, mentre sugli esemplari di serie fecero la loro comparsa eliche tripala.

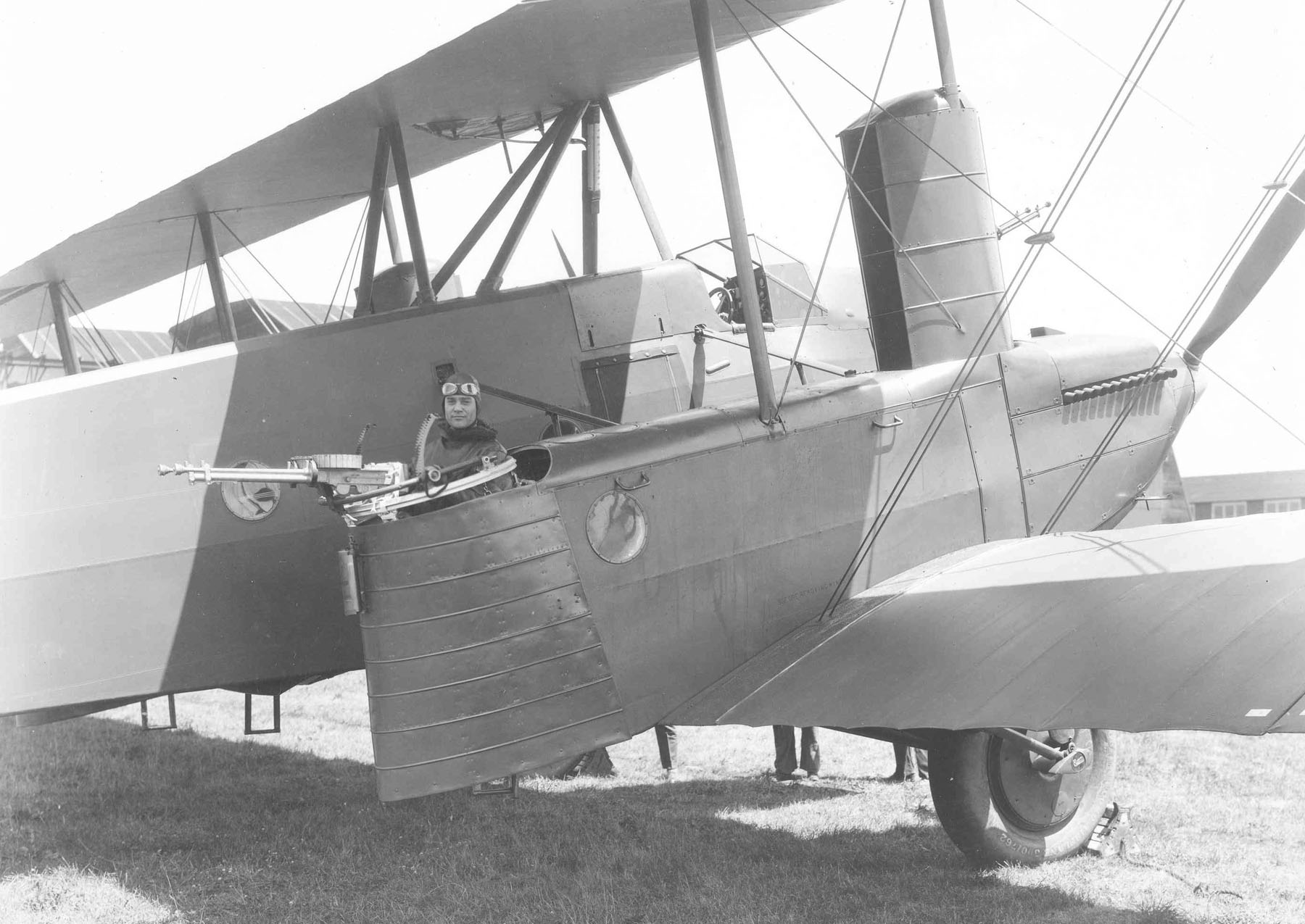
Un primo piano della gondola motore destra del B-2; in bella vista la postazione difensiva del mitragliere.

### Armamento
La massima quantità di armamento offensivo del Curtiss B-2 era costituita da 4 000 libbre, pari a 1 814 kg, di bombe; tale quantità era però relativa a missioni con autonomia limitata, mentre in condizioni ordinarie il carico di bombe era ridotto a 2 508 lb (1 138 kg).
La dotazione difensiva del Condor era costituita da sei mitragliatrici Lewis disposte in tre postazioni binate: una era situata all'estrema prua del velivolo e due erano collocate nella parte prodiera delle gondole dei motori, elemento caratteristico ereditato dal precedente prototipo XNBS-4.

## Impiego operativo

### Militare
Tutti i dodici esemplari di Curtiss B-2 furono presi in carico dall'USAAC che li ricevette tra il mese di giugno del 1929 e quello di gennaio del 1930; prototipi a parte, gli aerei furono presi in carico dall'11th Bombardment Squadron, che all'epoca era l'unico reparto dell'USAAC dedicato al bombardamento pesante.
L'impiego operativo dei B-2 fu piuttosto limitato e gli aerei, a parte le annuali manovre di esercitazione, spesso finirono per essere impiegati per il trasporto della corrispondenza.
Ben presto resi obsoleti dagli sviluppi tecnologici dei primi anni trenta, i Condor furono dismessi dal servizio tra il 1934 ed il 1936.

### Civile
La versione da trasporto civile del bimotore Curtiss non conobbe particolare successo in quanto i monoplani, particolarmente i Ford Trimotor e Fokker F.10, avevano già conquistato ampie porzioni del mercato. I sei esemplari costruiti furono acquistati dalla Eastern Air Transport tra il 1931 ed il 1932; rimasero in servizio soltanto un paio d'anni e furono tutti dismessi prima della fine del 1934.

## Versioni
- Curtiss Model 52
  - XB-2: designazione assegnata ai due prototipi del velivolo, il primo dei quali andò distrutto in un incidente occorso nel dicembre del 1927[2].
  - B-2: designazione con la quale furono contraddistinti i dodici esemplari prodotti in serie posti in servizio dall'USAAC; rispetto al prototipo avevano eliche metalliche tripala e radiatori più corti e spessi[4].
    - B-2A: fu la denominazione attribuita ad un singolo esemplare (il quinto, in ordine cronologico)[6] che fu utilizzato per la sperimentazione di un sistema di pilotaggio automatico nel corso del 1930[2].
- Curtiss Model 53

Noti commercialmente con il nome di Condor 18, dal numero di passeggeri che erano in grado di trasportare, furono realizzati sei esemplari della versione "civile" del primo "B-2" della storia. Soppresse le installazioni di tipo militare, i velivoli ebbero fusoliera modificata nella zona anteriore, contraddistinta prevalentemente dalla cabina di pilotaggio completamente chiusa. I diciotto passeggeri erano sistemati in tre file di sedili.

## Utilizzatori

### Militari
Stati Uniti
- United States Army Air Corps

### Civili
Stati Uniti
- Eastern Air Transport

### Annotazioni
1. ↑  La sigla indica «Night Bombardment Short distance»: bombardiere notturno a corto raggio.
2. ↑  Negli Stati Uniti d'America la denominazione "militare" dei motori aeronautici a pistoni si basa sulla disposizione dei cilindri e sulla cilindrata complessiva espressa in pollici cubi.

### Fonti
1. 1 2 3  Bowers, 1979, p. 215.
2. 1 2 3 4 5 6 7 8 9 10 11  Curtiss B-2 Condor, in "www.historyofwar.org".
3. ↑  Bowers, 1979, p. 213.
4. 1 2 3 4  Bowers, 1979, p. 214.
5. ↑  Curtiss B-2 Condor, in "www.avionslegendaires.net".
6. 1 2 3 4 5 6 7  Curtiss B-2 Condor, in "www.joebaugher.com".